# تانشتاین
تانشتاین (به آلمانی: Thanstein) یک شهر در آلمان است که در بایرن واقع شده‌است.

## خصوصیات
تانشتاین ۲۷٫۸۵ کیلومترمربع مساحت دارد ۵۴۵ متر بالاتر از سطح دریا واقع شده‌است.